# یواس‌اس وایمن (دی‌ئی-۳۸)
یواس‌اس وایمن (دی‌ئی-۳۸) (به انگلیسی: USS Wyman (DE-38)) یک کشتی بود که طول آن ۲۸۹ فوت ۵ اینچ (۸۸٫۲۱ متر) بود. این کشتی در سال ۱۹۴۳ ساخته شد.